# Jeanne Wakatsuki Houston
Jeanne Wakatsuki Houston (Inglewood, 26 settembre 1934 – Santa Cruz, 21 dicembre 2024) è stata una scrittrice statunitense di origine giapponese.

## Biografia
Ultima dei 10 figli della famiglia Wakatsuki, frequentò la Long Beach Polytechnic High School. Trascorse un'infanzia normale e serena fino al 1942, quando, in seguito al bombardamento di Pearl Harbor il presidente Roosevelt firmò l'Ordine Esecutivo 9066 con il quale venne decretato l'internamento di tutte le famiglie di origine giapponese.
La famiglia Wakatsuki venne internata nel campo di Manzanar dove trascorse i successivi tre anni. Diversi anni dopo il rilascio Jeanne frequentò il San Jose St. College, studiò sociologia e giornalismo ed incontrò James D. Houston che divenne suo marito nel 1957. 
I suoi scritti trattano principalmente la diversità etnica negli Stati Uniti. Nel suo famoso Farewell to Manzanar del 1973 J.W. Houston presenta la sua esperienza in un campo di internamento giapponese-americano durante la Seconda guerra mondiale.
Altre pubblicazioni sono Don't Cry, It's Only Thunder (1984),  scritto insieme a Paul G. Hensler, e Beyond Manzanar and Other Views of Asian-American Womanhood (1985).